# Michail Pogodin

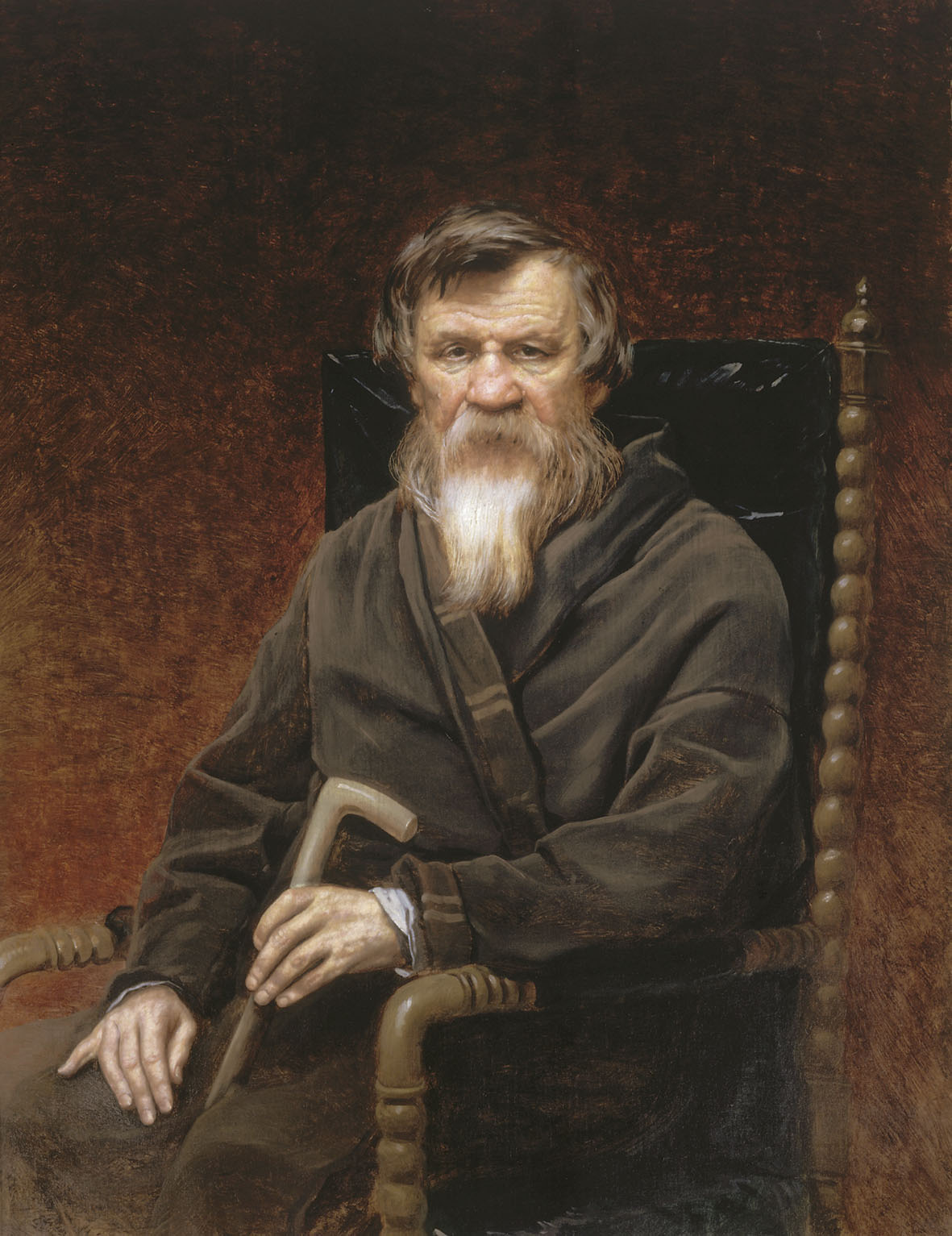
Michail Pogodin

Michail Petrovitj Pogodin (ryska: Михаил Петрович Погодин), född 23 november 1800 i Moskva, död 20 december 1875, var en rysk historiker och publicist. Han författade ett flertal arbeten i äldre rysk historia, som även behandlar ryska rikets grundande av svenskar, bland annat Drevnjaja russkaja istorija. Han var starkt influerad av Friedrich von Schelling, och försökte tillämpa dennes filosofi på rysk historia.

## Biografi
Pogodin var son till en livegen hovmästare hos greve Strogonov och sattes först i typograflära, men fick därefter studera vid Moskvauniversitetet, där han 1824 promoverades till filosofie doktor på en avhandling om "härledningen av Rus", i vilken han anslöt sig till den så kallade normandiska skolan. År 1835 blev han professor i historia vid Moskvauniversitetet, 1841 medlem av ryska vetenskapsakademien, sekreterare i samfundet för historia och ryska antikviteter samt utgivare av "Russkij istoritjeskij sbornik".
Pogodins i sju delar samlade "Undersökningar, föreläsningar och anmärkningar" (1846-56) innehåller ett rikt material om Rysslands historia före tatartiden. Även hans manuskript Drevnechranilistja innehåller värdefulla bidrag till Rysslands äldsta historia. Sin teori om varjagernas svenska härkomst fick han tillfälle att ytterligare försvara i polemiker med Nikolaj Kostomarov och Dmitrij Ilovajskij.
Med en sentimental själsläggning starkt påverkad av Nikolaj Karamzin och Jean-Jacques Rousseau, drogs Pogodin alltmer över till det slavofila och panslavistiska lägret och lärde i Prag 1835 känna Pavel Josef Šafařík, Václav Hanka och František Palacký. Tillsammans med Stepan Sjevyrjov utgav han "Moskovskij vjestnik" (1827-30) och "Moskvitianin" (1841-56), som blev det slavofila partiets språkrör.
En monumental biografi över Pogodin är N.P. Barsukovs "Zjizn i trudy M.P. Pogodina" (22 band, 1888-1910), som även innehåller värdefulla politiska och litteraturhistoriska bidrag till Nikolaus I:s tid.